# Eleanor Painter Strong
Eleanor Painter Strong (apellido de soltera: Painter; 12 de septiembre de 1885 - 3 de noviembre de 1947) fue una cantante de ópera estadounidense.

## Primeros años y educación
Strong nació en Waterville, Iowa, el 12 de septiembre de 1885, hija de Mary Ellen y John Painter. Creció en Colorado y más tarde se trasladó a Manhattan en la ciudad de Nueva York para seguir una carrera como cantante.
En 1912, estudió canto en Berlín, Alemania.

## Carrera
Strong debutó en el Covent Garden de Londres en 1913. Cantó durante cinco temporadas con la Ópera de Charlottenburg en Berlín, interrumpida por sus papeles en musicales. En la ciudad de Nueva York, entre temporadas en 1914, protagonizó "The Lilac Domino", y de 1915 a 1917, interpretó el personaje principal en la opereta "The Princess Pat", un papel escrito para ella por el compositor Victor Herbert.
Su repertorio operístico incluyó "Madame Butterfly" y "Carmen", en la ciudad de Nueva York, Filadelfia y Berlín. También actuó en producciones dramáticas además de musicales y óperas. Mientras estaba en Nueva York, ofreció recitales en solitario acompañada por la pianista Alice Marion Shaw.

## Matrimonios y muerte
Se casó con el actor y cantante inglés Wilfred Douthitt, también conocido como Louis Graveure, un barítono, alrededor de 1916. En 1931 se casó con el Mayor Charles Henry Strong, un empresario de Cleveland, Ohio, y se estableció allí con él.
Strong falleció el 3 de noviembre de 1947, en Cleveland, Ohio.